# Некаллістон 2
Некаллістон 2 (англ. Nekalliston 2) — індіанська резервація в Канаді, у провінції Британська Колумбія, у межах регіонального округу Томпсон-Нікола.

## Населення
За даними перепису 2016 року, індіанська резервація не ма постійного населення.

## Клімат
Середня річна температура становить 6,4°C, середня максимальна – 22,4°C, а середня мінімальна – -13,7°C. Середня річна кількість опадів – 537 мм.
| Клімат поселення                              | Клімат поселення | Клімат поселення | Клімат поселення | Клімат поселення | Клімат поселення | Клімат поселення | Клімат поселення | Клімат поселення | Клімат поселення | Клімат поселення | Клімат поселення | Клімат поселення | Клімат поселення |
| Показник                                      | Січ.             | Лют.             | Бер.             | Квіт.            | Трав.            | Черв.            | Лип.             | Серп.            | Вер.             | Жовт.            | Лист.            | Груд.            |                  |
| Середній максимум, °C                         | 0,16             | 4,01             | 9,04             | 14,04            | 18,76            | 22,36            | 21,02            | 20,84            | 15,61            | 9,37             | 2,84             | −2,23            |                  |
| Середня температура, °C                       | −6,76            | −2,91            | 2,12             | 7,11             | 11,82            | 15,42            | 18,00            | 17,82            | 12,59            | 6,34             | −0,19            | −5,24            |                  |
| Середній мінімум, °C                          | −13,68           | −9,84            | −4,81            | 0,20             | 4,89             | 8,50             | 14,99            | 14,80            | 9,57             | 3,32             | −3,21            | −8,26            |                  |
| Норма опадів, мм                              | 45               | 27               | 26               | 32               | 48               | 59               | 54               | 50               | 39               | 44               | 59               | 54               |                  |
| Середньомісячна швидкість вітру, м/с          | 1.82             | 1.89             | 2.12             | 2.31             | 2.19             | 2.03             | 1.92             | 1.80             | 1.72             | 1.85             | 2.02             | 2.00             |                  |
| Середньомісячна сонячна радіація, кДж/м²·день | 3047             | 6251             | 11229            | 16202            | 19597            | 21286            | 22060            | 18806            | 13066            | 7293             | 3410             | 2372             |                  |
| --------------------------------------------- | ---------------- | ---------------- | ---------------- | ---------------- | ---------------- | ---------------- | ---------------- | ---------------- | ---------------- | ---------------- | ---------------- | ---------------- | ---------------- |
| Джерело:                                      |                  |                  |                  |                  |                  |                  |                  |                  |                  |                  |                  |                  |                  |